# قطعنامه ۶۹۵ شورای امنیت
قطعنامه ۶۹۵ شورای امنیت سازمان ملل متحد که در تاریخ ۳۰ مه ۱۹۹۱ تصویب شد، سندی بین‌المللی دربارهٔ اسرائیل-جمهوری عربی سوریه است. این قطعنامه طی نشست ۲۹۹۰ام با ۱۵ رای موافق، ۰ مخالف و ۰ ممتنع تصویب شد.